# Verstoß gegen das Berufsverbot
Der Verstoß gegen das Berufsverbot ist eine Straftat, die die Zuwiderhandlung gegen das Berufsverbot, das als Maßregel der Besserung und Sicherung durch ein Strafgericht verhängt wurde, unter Strafe stellt. Im deutschen Strafrecht ist der Verstoß gegen das Berufsverbot in § 145c Strafgesetzbuch geregelt.

## Tatbestand
Der Wortlaut des § 145c StGB lautet:
Der Tatbestand knüpft an das strafgerichtliche Berufsverbot (§ 70 StGB) an, sodass verwaltungsrechtliche Gewerbeuntersagungen nicht vom Tatbestand erfasst werden. Der untersagte Beruf bzw. das untersagte Gewerbe muss genau bezeichnet werden, ansonsten erfüllt der Tatbestand nicht die Anforderungen des Bestimmtheitsgebots nach Art. 103 Abs. 2 GG; teilweise gilt die Vorschrift als ohnehin verfassungswidrig.
Es reicht grundsätzlich bereits der einmalige Verstoß aus. Wie sich aus dem Tatbestand des § 145c StGB in Verbindung mit den Vorschriften des § 70 StGB entnehmen lässt, verstößt auch derjenige gegen das Berufsverbot, der einen anderen von ihm Weisungsabhängigen in dem fraglichen Beruf beschäftigt.
Die Teilnahmevorschriften sind eng auszulegen, sodass Vertragspartner des Täters keine Beihilfe begehen können. Es handelt sich hierbei um einen Fall der notwendigen und daher straflosen Teilnahme. Die Vorschriften über die Anstiftung bleiben darüber hinaus jedoch unberührt.
Im Übrigen ist Eventualvorsatz ausreichend.